# KZ Hannover-Stöcken (Continental)
Das KZ Hannover-Stöcken (Continental) in Hannover war eines der Außenlager des KZ Neuengamme. Es bestand nur kurze Zeit, vom 7. September 1944 bis 30. November 1944. Dazu wurden vorhandene Barackenlager in direkter Nachbarschaft des Continentalwerks westlich der Stelinger Straße umgebaut, die vorher für „Fremdarbeiter aller Nationen“ genutzt wurden. Die Pläne lieferte die Bauabteilung der Continental AG, wobei von einer engen Abstimmung mit der SS ausgegangen wird (vor allem: Zubau eines 3 Meter hohen Elektrozauns sowie Sichtschutzanlagen). Im Lager kamen am 7./8. September 1944 etwa 1000 polnische Juden an. Sie hatten zwei bis drei Tage zuvor das KZ Auschwitz in einem Transport verlassen und stammten aus den geräumten Ghettos von Łódź.
Das Lager befand sich neben dem Continentalwerk. Es wurde vom Kommandoführer Otto Harder, einem ehemaligen Fußballspieler des Hamburger SV, geleitet. Die Häftlinge mussten elf Stunden in der kriegswichtigen Gummiproduktion für die Reifenherstellung von Fahrzeugen arbeiten. Der Lagerälteste war Heinrich Johann Wexler, ein gefürchteter und brutaler Krimineller, der meist Hans genannt wurde. Das Lager existierte lediglich kurze Zeit, weil es nach Aufforderung von Continental ins KZ-Außenlager Hannover-Ahlem verlegt wurde. Als Harder nach zweieinhalb Monaten am 30. November 1944 das zweite Lager bezog, waren 80 KZ-Häftlinge gestorben und weitere 80 wurden, da nicht mehr arbeitsfähig, ins KZ Neuengamme zurückverlegt.
Im April 1947 klagte das britische Militärgericht Harder im Rahmen der Curiohaus-Prozesse an. Er erhielt eine Haftstrafe von insgesamt 15 Jahren, davon ein Jahr für seine Verbrechen in diesem Lager. Diese Strafe wurde auf 10 Jahre reduziert und er wurde 1951 aus der Haft entlassen. Hans Wexler wurde 1975/76 vor dem Landgericht Hannover angeklagt und zu lebenslanger Haft verurteilt.
Die Geschichte des Lagers, das Schicksal der Inhaftierten und die Aufarbeitung in der Nachkriegszeit, insbesondere zur Strafverfolgung, ist Mitte der 1980er Jahre umfassend dokumentiert worden. Die Aufarbeitung der NS-Geschichte aus lokaler Perspektive begannen junge Historikerinnen und Historiker bereits in den 1970er Jahren, was 1983 zur Ausstellung  „Konzentrationslager in Hannover“ im KUBUS führte.
Vor Ort gibt es keine Gedenkstätte oder Erinnerungstafel zum Außenlager.